# Kommissar Ix
Bei Kommissar Ix handelt es sich um eine vom LRS-Zentrum herausgegebene Reihe öffentlich zugänglicher Testverfahren zur Lernstandsdiagnostik im Bereich des Rechtschreiblernens. Die Tests dieser Reihe sind nicht als Alternative, sondern als förderdiagnostisch motivierte Ergänzung zu etablierten Testverfahren zu betrachten. Das heißt, sie zielen weniger auf selektionsdiagnostische Entscheidungen ab als vielmehr auf die Planung individueller Fördermaßnahmen von Lernenden mit Schwierigkeiten beim Erwerb des Rechtschreibens, zu deren Durchführung sie detaillierte Hinweise liefern. Hierzu stehen fünf Testformen für unterschiedliche Kompetenzniveaus bereit, die ab dem Ende des 1. Grundschuljahres verwendet werden können.

## Theoretische Grundlagen

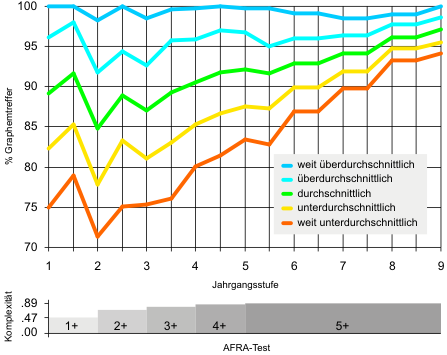
Rechtschreibentwicklung in den Klassen 1 bis 9 für verschiedene Leistungsniveaus

Die Testverfahren basieren auf der Systematik der Aachener Förderdiagnostischen Rechtschreibfehler-Analyse (AFRA) von Herné & Naumann (2016). Auf ihrer Grundlage lassen sich die verschiedenen Besonderheiten des deutschen Schriftsystems nach sprachwissenschaftlichen Gesichtspunkten hierarchisch gliedern und im Hinblick auf ihre schriftsystematische Komplexität, also der beim Rechtschreiben zu bewältigenden Anforderungen, ordnen.
Aus Längsschnittstudien ist bekannt, dass der Verlauf des Schrifterwerbs während der Regelschulzeit durch eine kontinuierliche Zunahme von Richtigschreibungen charakterisiert ist (vgl. May 2010, 247). Dies trifft sowohl auf schriftsprachlich durchschnittlich begabte als auch auf Lernende mit über- oder unterdurchschnittlichen Schriftsprachfähigkeiten zu, was die Hoffnung zu nähren scheint, dass sich registrierte Lernrückstände im weiteren Verlauf der Lernentwicklung ‚auswachsen’ könnten. Ein Vergleich der verschiedenen Entwicklungsverläufe zeigt jedoch, dass leistungsschwächere Lernende ihre Lernrückstände gegenüber leistungsstärkeren Kindern zu keinem Zeitpunkt der gesamten Entwicklung aufholen können (vgl. Herné & Löffler 2017, 51).
Um kleineren Leistungsunterschieden besser Rechnung tragen zu können, hat es sich als zweckmäßig erwiesen, rechtschreibliche Leistungen nicht auf der Grundlage der Richtigschreibung ganzer Wörter zu beurteilen, sondern anhand von Graphemtreffern, also der korrekten Verschriftung der ein geschriebenes Wort konstituierenden Schriftzeichen (vgl. May 2010).

## Testkonstruktion

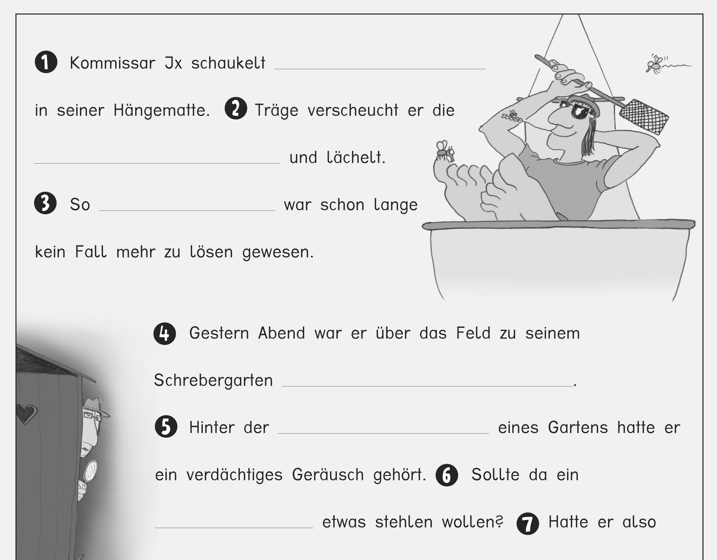
Auszug aus der Papierversion des AFRA-Tests Kommissar Ix – Fall 2

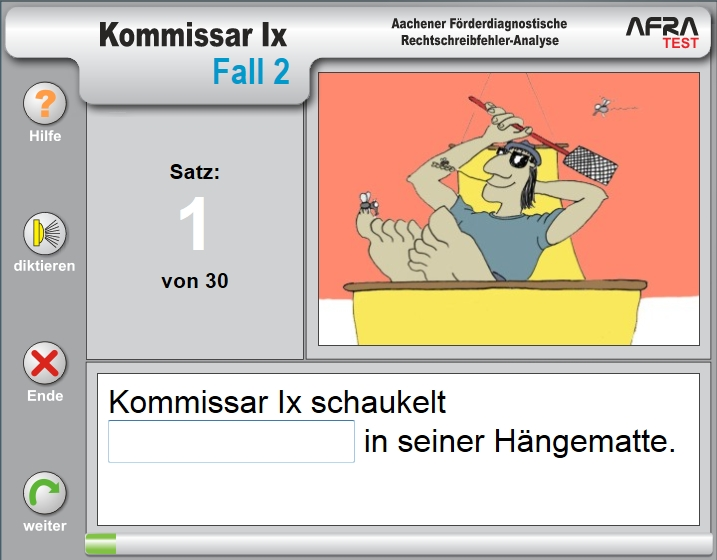
Webbasierte Version des AFRA-Tests Kommissar Ix – Fall 2

Im Unterschied zu anderen etablierten Testverfahren (vgl. Herné 2003) werden Lernenden in den Tests der Reihe Kommissar Ix nur solche Schreibungen abverlangt, die sie aufgrund ihres Entwicklungsalters und der bislang erfahrenen schulischen Unterweisung auch tatsächlich bewältigen können. Die Items der verschiedenen Testformen zeichnen sich daher durch eine stufenweise Zunahme der durchschnittlichen Komplexität über die angenommenen fünf Entwicklungsniveaus aus. (vgl. Herné 2003, 889).
| Testname             | Normierungen              | Itemanzahl | Graphemanzahl | Komplexität |
| -------------------- | ------------------------- | ---------- | ------------- | ----------- |
| Kommissar Ix: Fall 1 | Ende Kl. 1 – Anfang Kl. 2 | 20         | 102           | .47         |
| Kommissar Ix: Fall 2 | Ende Kl. 2 – Anfang Kl. 3 | 30         | 171           | .69         |
| Kommissar Ix: Fall 3 | Ende Kl. 3 – Anfang Kl. 4 | 40         | 271           | .78         |
| Kommissar Ix: Fall 4 | Ende Kl. 4 – Anfang Kl. 5 | 50         | 366           | .85         |
| Kommissar Ix: Fall 5 | ab Ende von Kl. 5         | 60         | 496           | .86         |

Die Items der AFRA-Tests sind jeweils in sinnvolle Texte als Lückensätze eingebettet, die natürlichen Schreibsituationen näher kommen als die Schreibung zusammenhangloser Wörter oder Sätze. Zur Überprüfung der Rechtschreibfähigkeiten verwenden die Tests daher kurze zusammenhängende Lückentexte, in denen jeweils Kommissar Ix eine Hauptrolle spielt.
Auf der Grundlage von rund 9.000 Tests aus rund 400 Schulklassen der Jahrgänge 1 bis 9 wurden die Tests zuletzt 2017 vom LRS-Zentrum normiert. Die in diesem Zusammenhang für die einzelnen Testformen ermittelten Gütekriterien sprechen für eine hohe Reliabilität und Validität der Tests.

## Testdurchführung
Die Tests können durchgeführt werden ab dem Ende der 1. Klasse. Zur selektionsdiagnostischen Beurteilung von Testleistungen liegen Vergleichnormen bis zum Ende der 9. Klasse der Regelschulzeit jeweils für die letzten beiden Monate eines Schuljahres und die ersten beiden Monate des folgenden Schuljahres vor.
Die Durchführung erfolgt entweder als Papier-und-Bleistifttest unter Verwendung eines vom LRS-Zentrum als PDF-Datei bereitgestellten Testbogens oder online mit Hilfe einer öffentlich zugänglichen Web-Applikation. Bei Verwendung eines Papierbogens werden im Anschluss an die eigentliche Testdurchführung die fehlerhaften Verschriftungen online erfasst und an das LRS-Zentrum zur Auswertung übertragen. Sofern eine Testperson den Test online durchgeführt hat, entfällt dieser zweite Schritt.

## Auswertung und Befunderstellung
Die Auswertung der Tests und die Befunderstellung erfolgt halbautomatisiert durch das LRS-Zentrum. Die mehrseitigen förderdiagnostischen Befunde enthalten neben der selektionsdiagnostischen Angabe eines normorientierten T-Werts und Prozentrangs zur allgemeinen Einschätzung des Grades der Förderbedürftigkeit eine transparente und umfangreiche Darstellung der Ergebnisse der förderdiagnostischen Analysen sowie Vorschläge zur Erstellung individueller Förderpläne und Hinweise auf bewährte Fördermaterialien.